# Janvier 1950
Cette page présente les faits marquants du mois de janvier 1950.

## Évènements
- 3 janvier (Égypte) : le parti Wafd gagne les élections législatives.

- 5 janvier, France : vaccination obligatoire par le BCG pour les groupes sensibles.

- 8 janvier[1] : début de la campagne d’« action positive » du Convention People's Party en Gold Coast. Grève

- 18 janvier : reconnaissance par la Chine du gouvernement vietnamien de Hô Chi Minh.

- 19 janvier : premier vol du chasseur canadien Avro CF-100 Canuck.

- 20 janvier : premier vol de l'avion d'entraînement North American T-28 Trojan.

- 21 janvier : condamnation contestée du président de la Dotation Carnegie pour la Paix Internationale, Alger Hiss, accusé en 1948 d’avoir transmis des documents secrets aux Soviétiques à l’époque du New Deal.

- 23 - 24 janvier (Indonésie) : le capitaine Raymond Westerling, ancien officier de l’armée néerlandaise, tente un coup de force sur Bandung. Il échoue et doit s’enfuir à Singapour puis aux Pays-Bas.

- 24 janvier : premier vol du chasseur expérimental North American YF-93.

- 25 janvier : l'australien Harold Holt, ministre (conservateur) de l'immigration, déclare que son pays accueillerait cette année 200 000 émigrants.

- 26 janvier :
  - Promulgation de la Constitution de l’Union indienne, composée de 395 articles. Elle est basée sur les principes de démocratie, de laïcité et d’égalité, le dernier principe visant à abolir le système des castes. L’Inde est une démocratie parlementaire et républicaine de type fédéral, mais la centralisation est renforcée. Le gouvernement détient tous les pouvoirs en matière de défenses, relations extérieures, communication, monnaie et développement économique. En cas d’urgence, le pouvoir central peut exercer le gouvernement direct d’un État (president’s rule). Le pouvoir exécutif appartient au président de la République élu pour cinq ans par les parlements régionaux et le Parlement central. Il nomme le Premier ministre, qui est le chef de la majorité parlementaire, puis sur son conseil, les autres membres du gouvernement. Le Parlement central est composé de deux chambres : la Chambre du Peuple (Lok Sabha) et la Chambre des États (Rajya Sabha). Les 525 députés de la première sont élus au suffrage universel pour cinq ans. Ils peuvent censurer le gouvernement et le faire tomber en lui refusant leur confiance. Les 250 membres de la seconde sont élus pour six ans par les assemblées provinciales au prorata de la population des États. Le Premier ministre assure la liaison entre le gouvernement et le Président, entre le gouvernement et le Parlement, et exerce l’essentiel de l’exécutif en dirigeant les différents départements du gouvernement et en élaborant la politique du pays.
  - Les États du nizâm d’Hyderabad Asaf Jah VII sont annexés à l’Union indienne et divisés.

- 28 janvier : premier vol du biplace d'école Brochet MB-70.

- 30 janvier :
  - Rajendra Prasad devient le premier président de l’Union indienne.
  - Birmanie : 200 hommes du Kuomintang (nationalistes chinois soutenues par la CIA américaine) s'installent en Birmanie dans l'espoir d'une reconquête de la Chine. Ils seront rejoints, en mars, par 1 500 autre Chinois du Kuomintang dans le but de recruter parmi les Chinois de Birmanie, les Shan et les Kachin.
  - La République démocratique du Viêt Nam est reconnue par l’Union soviétique.

- 31 janvier : le président américain Harry Truman ordonne à la commission à l'énergie atomique (Atomic Energy Commission) de construire une bombe H (à hydrogène).

## Naissances
- 1er janvier : Richard Dupras, joueur professionnel québécois de hockey sur glace.
- 3 janvier : Victoria Principal, actrice américaine.
- 5 janvier :
  - John Manley, avocat, homme d'affaires et homme politique.
  - Krystof Wielicki, alpiniste polonais.
- 9 janvier : David Johansen, acteur américain († 28 février 2025).
- 11 janvier : Paul Amar, journaliste français.
- 12 janvier :
  - Pierre Bühler, théologien suisse.
  - Philippe Peythieu, comédien français, spécialisé dans le doublage.
  - Sheila Jackson Lee, femme politique américaine et représentante à la chambre des représentants († 19 juillet 2024).
- 13 janvier : Joe Fontana, homme politique.
- 14 janvier : Swen Nater, basketteur néerlandais.
- 17 janvier :
  - Lounis Aït Menguellet, chanteur kabyle, symbole de la revendication identitaire berbère.
  - Jean Poirier, homme politique.
- 18 janvier : Gilles Villeneuve, pilote automobile F1 canadien († 8 mai 1982).
- 20 janvier : 
  - Charles Thomas « Chuck » Lefley, hockeyeur professionnel canadien.
  - Mahamane Ousmane, homme d'État nigérian, président du Niger de 1993 à 1996.
  - Herbie Yamaguchi (ハービー やまぐち), photographe japonais.
- 21 janvier : Joseph R. Tanner, astronaute américain.
- 23 janvier : Richard Dean Anderson, acteur américain.
- 24 janvier : Daniel Auteuil, acteur français.
- 25 janvier : Jean-Marc Ayrault, homme politique français.
- 26 janvier : Jörg Haider, personnalité politique autrichienne († 11 octobre 2008).
- 28 janvier : David C. Hilmers, astronaute américain.

## Décès
- 2 janvier : Emil Jannings, acteur allemand (° 23 juillet 1884).
- 8 janvier : Joseph Schumpeter, théoricien et économiste austro-américain (° 1883).
- 14 janvier : Ieu Koeus, premier ministre cambodgien (° 1905).
- 21 janvier : George Orwell, écrivain britannique (° 25 juin 1903).